# Codex Fuldensis

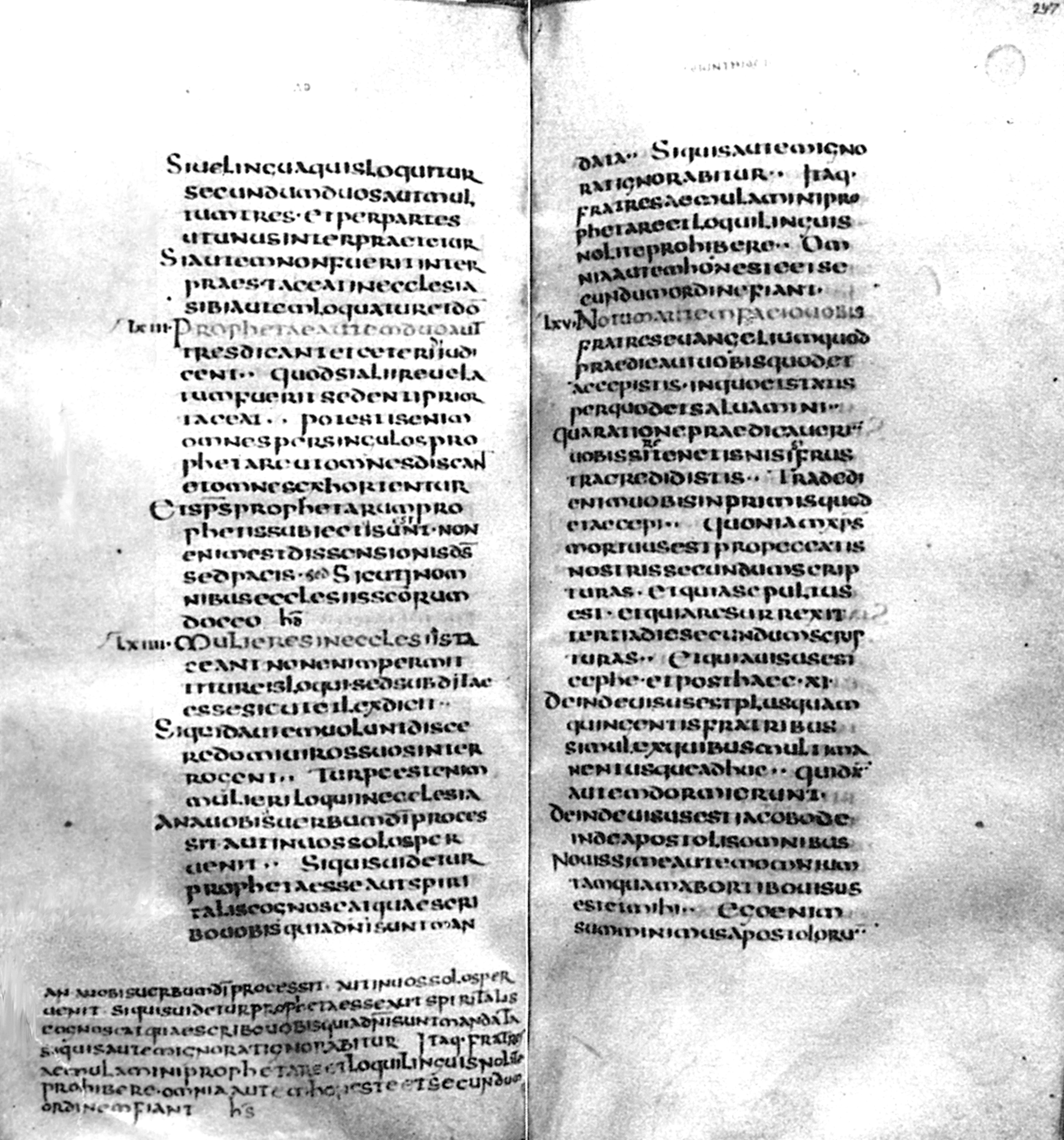
Codex Fuldensis, pages 296-297.

Le Codex Fuldensis est un manuscrit de la Bible en latin (Vulgate). Il est conservé à abbaye de Fulda (Abb. 61). C'est un des plus anciens manuscrits du Nouveau Testament. Il contient en outre le Diatessaron.
Son symbole est écrit am ou F (Wordsworth). Il utilise fréquemment des Nomina sacra.